# Antônio Possamai
Antônio Possamai SDB (* 5. April 1929 in Ascurra; † 27. Oktober 2018 in Porto Velho) war ein brasilianischer Ordensgeistlicher und römisch-katholischer Bischof von Ji-Paraná.

## Leben
Antônio Possamai legte am 31. Januar 1948 in der Ordensgemeinschaft der Salesianer Don Boscos seine erste Profess ab. Nachdem er von 1948 bis 1950 in São João del Rei Philosophie und von 1954 bis 1957 am Institut Pius XI. in São Paulo Theologie studiert hatte, empfing er am 8. Dezember 1957 in São Paulo die Priesterweihe. In der Ordensgemeinschaft war er Studiendirektor, Pfarrer und Pfarrvikar, schließlich von 1963 bis 1972 Provinzialvikar in der Provinz von Porto Alegre und von 1976 bis 1982 Provinzial der Provinz von Recife.
Am 4. März 1983 ernannte ihn Papst Johannes Paul II. zum ersten Bischof des Bistums Ji-Paraná, das wenige Tage zuvor von der Territorialprälatur Vila Rondônia zum Bistum erhoben wurde. Der Bischof von Joinville, Gregório Warmeling, spendete ihm am 15. Mai desselben Jahres in Ascurra die Bischofsweihe. Mitkonsekratoren waren der Erzbischof von Cuiabá, Bonifácio Piccinini SDB, und der Bischof von Rio do Sul, Tito Buss. Sein Wappenspruch lautete: „O Senhor me ungiu para Evangelizar os pobres.“
Er war Vorsitzender der Kommission für die Migrantenseelsorge und Vorsitzender der Region Nord I der Brasilianischen Bischofskonferenz. Er nahm 2007 als Delegat der Brasilianischen Bischofskonferenz an der fünften Generalkonferenz der lateinamerikanischen Bischöfe und Kardinäle in Aparecida teil.
Am 11. April 2007 nahm Papst Benedikt XVI. seinen altersbedingten Rücktritt an. Sein Nachfolger wurde sein salesianischer Mitbruder Bischof Bruno Pedron SDB.